# Ponětovice
Ponětovice (in tedesco Puntowitz) è un comune della Repubblica Ceca facente parte del distretto di Brno-venkov, in Moravia Meridionale.